# Khu bảo tồn thiên nhiên Barguzin
Khu bảo tồn thiên nhiên Barguzinsky (tiếng Nga: Баргузинский заповедник) là khu bảo tồn thiên nhiên nghiêm ngặt lâu đời nhất của Nga. Nó nằm ở sườn phía tây dãy Barguzin, thuộc Buryatia. Bờ đông bắc và một phần của hồ Baikal thuộc khu bảo tồn này. Tên của nó xuất phát từ sông Barguzin.
Khu bảo tồn được thành lập vào năm 1916 và có diện tích 2.482 km2 (958 dặm vuông Anh) nhằm bảo tồn số lượng loài Chồn zibellin Barguzin (Martes zibellina). Cảnh quan chính của khu bảo tồn gồm núi, những cánh rừng taiga và hồ nước. Ngoài Chồn zibellin Barguzin thì đây còn là nhà của nhiều loài động vật khác gồm Hươu xạ, Nai sừng tấm, Gấu nâu, Marmota, Gà lôi, Cá hồi trắng Omul, Cá tầm Baikal, Cá hồi Thyman, Cá hồi Sibiri, Cá hồi Mãn Châu cùng nhiều loài cá khác.
Khu bảo tồn được công nhận là Khu dự trữ sinh quyển thế giới từ năm 1986. Toàn bộ diện tích của khu bảo tồn này là một phần của Di sản thế giới Hồ Baikal được UNESCO công nhận từ năm 1996.